# Дэвис, Люси
Люси Клэр Дэ́вис (англ. Lucy Clare Davis, род. 17 февраля 1973, Солихалл, Уорикшир, Великобритания) — английская актриса. Наиболее известна по ролям Хильды Спеллман в сериале Netflix «Леденящие душу приключения Сабрины» и Доун Тинзли в комедии BBC «Офис».

## Карьера
Согласно IMDb, первая роль Дэвис была в 1993 году в эпизоде сериала «Детективы». Дэвис сыграла Марию Лукас в телесериале 1995 года производства ВВС «Гордость и предубеждение». Появилась в фильмах «Сексуальная жизнь картофельных парней» (2004) и «Зомби по имени Шон» (2004), а также исполнила роль Хейли Джордан в радиопостановке BBC Radio 4 «Лучники» с 1995 по 2004 год. Люси отказалась от последней роли, когда она стала препятствием для участия в других проектах.
Люси появилась в эпизоде «Слоны и курицы» британского телешоу «Книжный магазин Блэка» вместе с Тэмзин Грег и Оливией Колман. В 2006 году Дэвис сыграла ведущую Fashion TV в хите канала ABC «Дурнушка», и в том же году сыграла писательницу Люси Кенрайт в фильме NBC «Студия 60 на Сансет-Стрип». В 2008 году она появилась в нескольких эпизодах американского сериала «Жнец».
В 2010 году Дэвис снялась в шести эпизодах драматической комедии ITV Married Single Other, а также появилась в качестве приглашённой звезды в сериале «Менталист», где играла вместе с мужем Оуайном Йоменом. Она также была звездой в триллере «Парень, который убивает людей» режиссёра Джона Лэндиса. В 2012 году Люси была приглашённой звездой-голосом в мультсериале «Гриффины» в эпизоде «Be Careful What You Fish For».
Люси Дэвис сыграла роль Этты Кэнди в фильме «Чудо-Женщина» 2017 года. Она первая актриса, которая изобразила эту героиню комиксов. Люси об Этте: «Она женщина в мире мужчин, в котором не так уже и легко быть услышанной и увиденной, но это не пугает её. Этта непримирима, и я думаю, именно это привлекло меня в ней больше всего».
В 2018 году Люси Дэвис получила роль Хильды Спеллман в сериале «Леденящие душу приключения Сабрины».

## Личная жизнь
Дочь актёра Джаспер Карротт, при рождении Роберта Дэвиса. Она прошла операцию по пересадке почки после того, как ей поставили диагноз почечная недостаточность во время физической подготовки к роли в постановке по книге «Гордость и предубеждение». Её мать, Хэзел, пожертвовала почку. На Рождество 2005 года она была госпитализирована ещё раз с почечной недостаточностью, но с тех пор смогла восстановиться. Дэвис также страдает сахарным диабетом.
Вышла замуж за валлийского актёра Оуайна Йомена 9 декабря 2006 года. Свадьба с Йомэном прошла в соборе Святого Павла, там же где венчались принц Чарльз и принцесса Диана. Это удалось лишь благодаря заслугам отца Люси — он был награждён Орденом Британской империи в 2002 году. На свадьбе присутствовали звёзды сериала «Офис» и журналисты. В феврале 2011 года пара рассталась.
Она участвовала в кампании PETA против продолжения использования королевской гвардией традиционных медвежьих шапок.

## Другая работа
- ТВ-реклама Snack-a-Jacks — закадровый голос — 2004.
- Сыграла Хейли Такер (урождённую Джордан) в длительном радиосериале BBC «Лучники», с 1995 по 2004 год.
- Появляется в музыкальном видео на песню «Бастардо» Шарлотты Хатерли[англ.] (режиссёр Эдгар Райт).
- Рекламный ролик для капсул имодиума «Wedding» (1995).

## Фильмография

### Кино
| Год  |     | Русское название                      | Оригинальное название           | Роль             |
| ---- | --- | ------------------------------------- | ------------------------------- | ---------------- |
| 1997 | ф   |                                       | The Gambler                     | Дуня             |
| 2002 | ф   | Николас Никльби                       | Nicholas Nickleby               | Мейд             |
| 2004 | ф   | Сексуальная жизнь картофельных парней | Sex Lives of the Potato Men     | Рут              |
| 2004 | ф   | Зомби по имени Шон                    | Shaun of the Dead               | Диана            |
| 2005 | ф   | История газетенки                     | Rag Tale                        | Дэббс            |
| 2006 | ф   | Телевизор                             | The TV Set                      | Хлои Маккалистер |
| 2006 | ф   | Гарфилд 2                             | Garfield: A Tail of Two Kitties | Эбби Вестминстер |
| 2008 | ф   | Все оттенки Рэя                       | Shades of Ray                   | режиссёр №2      |
| 2009 | ф   | Всё о Стиве                           | All About Steve                 | пациентка        |
| 2009 | ф   | Боб Фанк                              | Bob Funk                        | Джанет           |
| 2011 | ф   | Парень, который убивает людей         | Some Guy Who Kills People       | Стефани          |
| 2014 | ф   | Почтальон Пэт                         | Postman Pat: The Movie          | режиссёр №1      |
| 2014 | кор |                                       | The Begun of Tigtone            | озвучивание      |
| 2017 | ф   | Чудо-женщина                          | Wonder Woman                    | Этта Кэнди       |

### Телевидение
| Год       |    | Русское название                       | Оригинальное название                          | Роль                     |
| --------- | -- | -------------------------------------- | ---------------------------------------------- | ------------------------ |
| 1993      | с  |                                        | The Detectives                                 | девушка                  |
| 1994      | с  |                                        | Blue Heaven                                    | секретарша               |
| 1994      | с  |                                        | Woof!                                          | Эйлин Талли              |
| 1995      | с  | Катастрофа                             | Casualty                                       | Сара Джексон             |
| 1995      | с  | Чисто английское убийство              | The Bill                                       | Джуд Макки               |
| 1995      | с  | Гордость и предубеждение               | Pride and Prejudice                            | Мария Лукас              |
| 1996      | с  |                                        | Scene                                          | Джули                    |
| 1996      | с  | Одной ногой в могиле                   | One Foot in the Grave                          | Миссис Бланшар           |
| 1997      | с  |                                        | The Grand                                      | Мэгги Ригби              |
| 2000      | с  | Врачи                                  | Doctors                                        | Джули                    |
| 1999—2000 | с  |                                        | Belfry Witches                                 | Олд Ноши                 |
| 2001      | с  |                                        | Big Bad World                                  | Гарри                    |
| 2001      | с  |                                        | Bernard’s Watch                                | Мадлен                   |
| 2002      | с  |                                        | Murder in Mind                                 | Кэрри                    |
| 2002      | тф |                                        | Come Together                                  | Сьюзи                    |
| 2002      | с  | Холби Сити                             | Holby City                                     | Келли Бриджес            |
| 2002      | с  | Дэлзил и Пэскоу                        | Dalziel and Pascoe                             | Джакс / Анджела Рипли    |
| 2003      | с  |                                        | The Afternoon Play                             | Лора                     |
| 2001—2003 | с  | Офис                                   | The Office                                     | Доун Тинзли              |
| 2004      | с  | Книжный магазин Блэка                  | Black Books                                    | Бэкки                    |
| 2004      | тф |                                        | My Life, Inc.                                  | Джейн                    |
| 2006—2007 | с  | Дурнушка                               | Ugly Betty                                     | телеведущая              |
| 2006—2007 | с  | Студия 60 на Сансет-Стрип              | Studio 60 on the Sunset Strip                  | Люси Кенрайт             |
| 2007      | с  | Блудливая Калифорния                   | Californication                                | Нора                     |
| 2008      | с  | Жнец                                   | Reaper                                         | Сара                     |
| 2008—2009 | с  | Финес и Ферб                           | Phineas and Ferb                               | Краш                     |
| 2009      | тф |                                        | The Bridget Show                               | Люси Сент-Джон           |
| 2010      | с  | Семейное положение: Нужное подчеркнуть | Married Single Other                           | Лили                     |
| 2010      | с  | Менталист                              | The Mentalist                                  | Дафна                    |
| 2011      | с  |                                        | Marcy                                          | Люси                     |
| 2012      | с  | Гриффины                               | Family Guy                                     | Джоанна Финн             |
| 2013      | с  | Смерть в раю                           | Death in Paradise                              | Люси                     |
| 2013      | с  | Соседи                                 | The Neighbors                                  | Хелен Реддинг Кемпер     |
| 2014      | с  |                                        | Gay of Thrones                                 | гостья                   |
| 2015      | с  | Морская полиция: Спецотдел             | NCIS: Naval Criminal Investigative Service     | Дженис Браун             |
| 2015      | с  |                                        | HOARS (Home Owner Association Regency Supreme) | Лора                     |
| 2015—2016 | с  | Мэрон                                  | Maron                                          | Эмили                    |
| 2016      | тф |                                        | The Family Lamp                                | Гарриет                  |
| 2016—2017 | с  | Все к лучшему                          | Better Things                                  | Мейси                    |
| 2018—2019 | с  |                                        | Tigtone                                        | Королева                 |
| 2019      | с  | Закусочная Боба                        | Bob’s Burgers                                  | Принцесса Пола Маккартни |
| 2018—2020 | с  | Леденящие душу приключения Сабрины     | The Chilling Adventures of Sabrina             | Хильда Спеллман          |